# Lowell Devils
Lowell Devils var ett ishockeylag i AHL och New Jersey Devils farmarlag.
Från 1998 till 2006 gick laget under namnet Lowell Lock Monsters. 2006 bytte man namn till Lowell Devils efter att laget köpts av New Jersey Devils.
Den 6 juni 2010 annonserades att laget skulle flytta till Albany, New York under namnet Albany Devils.